# Obelignathus
Obelignathus (mandíbula d'Obèlix) és un gènere extint de dinosaures ornitòpodes rabdodontomorfs que va viure durant el Cretaci superior en el que avui en dia és França, concretament, la formació Argiles et Grès à Reptiles. Les seves restes fòssils van ser descobertes el 1990, i van ser classificades com a una nova espècie de Rhabdodon l'any 1991, anomenada Rhabdodon septimanicus. El 2024 es va suggerir que podria ser un gènere separat i l'any 2025 va ser classificat com a tal. Només consta d'una espècie, Obelignathus septimanicus. El seu nom específic ve de la regió històrica de Septimània, on es van trobar les restes fòssils.